# Aglia homora
Aglia homora är en fjärilsart som beskrevs av Jordan 1911. Aglia homora ingår i släktet Aglia och familjen påfågelsspinnare. Inga underarter finns listade i Catalogue of Life.